# SCREW (チェッカーズのアルバム)
『SCREW』（スクリュー）は、チェッカーズの6枚目のオリジナル・アルバム。1988年7月21日に、ポニーキャニオンよりリリースされた。その後、2004年3月17日にCDが再リリース。

## 解説
チェッカーズセルフプロデュースアルバム第2弾。全11曲中6曲が鶴久政治の作曲であることも話題になった。タイトルの「SCREW」は、「アッカンベー」という意味（10曲目『Standing on the Rainbow』の「七つの舌を出せ!!」という歌詞から）。11曲目「Blue Rain」は1988年と2004年に発売されたCDのみ収録。ジャケット写真ではタイトルの“C”と“E”の向きが左右逆になっている（アーティスト名も逆だが、CHECKERSの冒頭の“C”のみ逆ではない）。

## 収録曲
| 全作詞: 藤井郁弥（#4, 作詞: 高杢禎彦）、全編曲: CHECKERS FAM.。 |                             |                                  |          |      |
| #                                                               | タイトル                    | 作詞                             | 作曲     | 時間 |
| 1.                                                              | 「World War Ⅲの報道ミス」   | 藤井郁弥 （#4, 作詞: 高杢禎彦 ） | 鶴久政治 | 5:35 |
| 2.                                                              | 「Gipsy Dance」             | 藤井郁弥 （#4, 作詞: 高杢禎彦 ） | 鶴久政治 | 3:55 |
| 3.                                                              | 「Rolling my Stone」        | 藤井郁弥 （#4, 作詞: 高杢禎彦 ） | 鶴久政治 | 5:31 |
| 4.                                                              | 「CRACKER JACKS」           | 藤井郁弥 （#4, 作詞: 高杢禎彦 ） | 鶴久政治 | 4:06 |
| 5.                                                              | 「鳥になった少年の唄」      | 藤井郁弥 （#4, 作詞: 高杢禎彦 ） | 藤井尚之 | 4:31 |
| 6.                                                              | 「Jim&Janeの伝説」          | 藤井郁弥 （#4, 作詞: 高杢禎彦 ） | 鶴久政治 | 5:04 |
| 7.                                                              | 「愛と夢のFASCIST」         | 藤井郁弥 （#4, 作詞: 高杢禎彦 ） | 鶴久政治 | 5:10 |
| 8.                                                              | 「Good Night」              | 藤井郁弥 （#4, 作詞: 高杢禎彦 ） | 武内享   | 5:05 |
| 9.                                                              | 「ONE NIGHT GIGOLO」        | 藤井郁弥 （#4, 作詞: 高杢禎彦 ） | 武内享   | 4:27 |
| 10.                                                             | 「Standing on the Rainbow」 | 藤井郁弥 （#4, 作詞: 高杢禎彦 ） | 藤井尚之 | 5:18 |
| 11.                                                             | 「Blue Rain」               | 藤井郁弥 （#4, 作詞: 高杢禎彦 ） | 藤井尚之 | 3:45 |
| 合計時間:                                                       | 合計時間:                   | 合計時間:                        | 52:27    |      |

### 楽曲解説
1. World War Ⅲの報道ミス
2. Gipsy Dance
詞のモチーフはガブリエル・ガルシア＝マルケスの「エレンディラ」。
3. Rolling my Stone
4. CRACKER JACKS
高杢のリードボーカル曲。
5. 鳥になった少年の唄
6. Jim&Janeの伝説
16thシングル。イントロはシングルではギター音、アルバムではバイクのエンジン音。
7. 愛と夢のFASCIST
鶴久のリードボーカル曲。間奏では「Kiss me please!」（鶴久）「Kissして!」（観客）という掛け合いが行われていた。LAST TOUR FINAL最終日では、郁弥が武内に対して本当にキスをしている。
8. Good Night
曲は武内が当時好きだった女性をイメージしたらしい。
9. ONE NIGHT GIGOLO
15thシングル。のちに郁弥が2002年10月9日発売のセルフカバーアルバム「Re Take」にてセルフカバー。
10. Standing on the Rainbow
チェッカーズの事を歌った曲で、コンサートのアンコールの定番曲であった。
文法的には「on a」が正しいのだが、チェッカーズの事であるため「on the」にしたらしい。
11. Blue Rain　※CDのみのボーナストラック